# Mar-a-Lago Accord
Der Mar-a-Lago Accord ist ein wirtschaftspolitisches Konzept, das die Grundlage der Wirtschaftspolitik der US-Regierung während der zweiten Präsidentschaft von Donald Trump wiedergibt. Es zielt darauf ab, den US-Dollar gezielt abzuwerten, um die Wettbewerbsfähigkeit amerikanischer Unternehmen zu steigern und Handelsungleichgewichte zu korrigieren.

## Entstehungsgeschichte
Das Konzept des Mar-a-Lago Accord wurde von Stephen Miran, dem im März 2025 ernannten Vorsitzenden des Council of Economic Advisers, entwickelt. Es orientiert sich am historischen Plaza-Abkommen von 1985, bei dem führende Industrieländer eine koordinierte Abwertung des US-Dollars beschlossen hatten. Der Name des Abkommens leitet sich von Trumps Wohnsitz in Florida, Mar-a-Lago, ab.

### Ziele und Maßnahmen
Der Mar-a-Lago Accord verfolgt folgende Hauptziele:
1. Abwertung des US-Dollars: Durch die Schwächung des Dollars sollen US-Exporte wettbewerbsfähiger und Importe weniger attraktiv gemacht werden[6]
2. Umschuldung der US-Staatsschulden: Ausländische Gläubiger, darunter Europa, Japan und China, sollen dazu verpflichtet werden, US-Staatsanleihen mit längeren Laufzeiten und niedrigeren Zinsen zu akzeptieren.[7]
3. Mittels Erhebung von Zöllen soll die Industrie veranlasst werden, ihre Produktionsanlagen auf das Staatsgebiet der Vereinigten Staaten zu verlegen; zugleich sollen die Zölle dauerhaft hohe Staatseinnahmen generieren.[8][3]

### Bedeutung für die Weltwirtschaft
Die Auswirkungen wären bei Umsetzung gravierend:
- Vereinigte Staaten: Die Abwertung des Dollars könnte die dortige Wirtschaft stärken; birgt jedoch Risiken wie steigende Inflation und Unsicherheit an den Finanzmärkten.
- Europa: Europäische Unternehmen könnten durch den schwächeren Dollar Wettbewerbsvorteile verlieren, während die Umschuldung der US-Schulden die Finanzmärkte destabilisieren könnte.
- Globale Märkte: Die Maßnahmen könnten zu einer Verschiebung der wirtschaftlichen Kräfteverhältnisse führen und die grüne Transformation der Weltwirtschaft beeinflussen.

### Kritik
Der Ansatz, alleinig auf das Handelsbilanzdefizit abzustellen, wird in der Volkswirtschaftslehre überwiegend als Irrweg angesehen. Er übersieht die Bedeutung der Erbringung von Dienstleistungen zwischen den Volkswirtschaften. Das Abkommen wird von Experten als riskant und unorthodox bezeichnet. Es könnte zu einer globalen Wirtschaftskrise führen, da die Abwertung des Dollars und die Umschuldung der US-Schulden erhebliche Unsicherheiten schaffen.
Barry Eichengreen beurteilt die Wirtschaftspolitik unter Donald Trump als fundamental unlogisch und gefährlich. Er sieht darin eine Ansammlung widersprüchlicher Ziele, die sowohl die US-Wirtschaft als auch das globale Finanzsystem bedrohen. Ein zentraler Kritikpunkt Eichengreens ist das Fehlen einer kohärenten Strategie; er bezeichnet die Suche nach einer Logik, wie etwa dem "Mar-a-Lago Accord", als Trugschluss.
Eichengreen kritisiert spezifische Widersprüche: Einerseits soll der Dollar als Weltleitwährung gestärkt, andererseits zur Verbesserung der Handelsbilanz geschwächt werden. Gleichzeitig gebe es unrealistische Pläne, die Schuldenlast durch Umschuldung von Staatsanleihen zu senken, wofür Trump seiner Meinung nach sogar erpresserische Methoden anwenden könnte, etwa durch Zolldrohungen gegenüber Europa. Solche Manöver seien jedoch angesichts der Unabhängigkeit der EZB zum Scheitern verurteilt.
Ein weiterer Widerspruch liegt in dem Ziel der dauerhaft hohen Einnahmen durch Zölle und der gleichzeitigen Verlagerung der Industrie. Im besten Fall lässt sich nur eines dieser Ziele erreichen. Letztendlich würde neben allen weiteren Folgen Vertrauenswürdigkeit und Ansehen der Vereinigten Staaten dauerhaft Schaden nehmen. So prognostiziert der US-amerikanische Wirtschaftswissenschaftler und das frühere Council of Economic Advisors-Mitglied Richard Baldwin, dass mit dem Liberation Day das Ende der globalen Führungsrolle der USA eingeläutet sei.  Nach Ansicht von Kenneth S. Rogoff beschleunigt die im Mar-a-Lago Accord intendierte Umschuldung US-amerikanischer Kredite den ohnehin in den letzten Jahren wahrzunehmenden Sinkflug des dollardominierten Finanzsystems erheblich. Joseph Stiglitz beschreibt den Mar-a-Lago Accord "als  im Prinzip ein(en) Vorschlag für eine faktische Zahlungsverweigerung der USA."